# Philippe Cavoret
Philippe Cavoret, né le 11 janvier 1968 à Aix-les-Bains, est un ancien skeletoneur français.
Issu du bobsleigh, il se dirige vers une autre discipline de glisse, le skeleton, afin de pouvoir assouvir son envie de pilotage. Il devient rapidement le leader français d'une discipline confidentielle, gravissant petit à petit les échelons pour figurer parmi les dix meilleurs mondiaux avec comme point d'orgue une victoire en coupe du monde en 2003 à Altenberg.
Déçu par sa performance, une dix-septième place lors de ses premiers Jeux olympiques 2002 à Salt Lake City, il décide de prolonger sa carrière jusqu'au Jeux olympiques de Turin où il se classe quatorzième. À la suite de cette déconvenue, il met un terme à sa carrière sportive.

## Palmarès

### Jeux olympiques
- Meilleur résultat : 14e en 2006.

### Championnats du monde de skeleton
- Meilleur résultat : 7e en 2003 et 2005.

### Coupe du monde de skeleton
- Meilleur classement général : 8e en 2006.
- 3 podiums individuel dont 1 victoire, 1 deuxième place et 1 troisième place.

#### Détails des victoires en Coupe du monde
| Édition   | Piste     | Total |
| 2002-2003 | Altenberg | 1     |